# Dimphi Hombergen
Dimphi Hombergen (Willemstad (Curaçao), 19 februari 1959) is een Nederlandse beeldend kunstenaar.

## Leven en werk
Hombergen werd opgeleid aan de Koninklijke Academie voor Kunst en Vormgeving te 's-Hertogenbosch. Aanvankelijk werkte zij als beeldhouwer, maar zij is zich gaandeweg gaan toeleggen op de vervaardiging van keramische gebruiksvoorwerpen. Samen met haar partner Wieger Frenken werkt zij onder de naam Atelier Kruiselwerk. Zij hebben zich gevestigd in het Franse plaatsje Ladignac-le-Long in het Arrondissement Limoges. Zij verlieten Nederland omdat zij zich te veel beknot voelden in hun artistieke vrijheid en zelfstandigheid door Nederlandse bureaucratie, aldus Angelika Fuchs en Wouter Veldhuis in: Nieuwe kolonies in Europa.

## Werk in de publieke ruimte (selectie)
In Nederland is werk van Hombergen in de publieke ruimte te vinden in:
- Alteveer, Zonder titel (1996), een werk dat de scheiding tussen zand en veen symboliseert
- Hoetmansmeer, Vuistbijl (2000), een werk dat verwijst naar de archeologische vondsten in het gebied[3]